# 花园街道 (衢州市)
花园街道是中华人民共和国浙江省衢州市柯城区下辖的一个街道。
2013年9月13日，衢州市人民政府批复同意调整柯城区花园街道管辖范围，增设衢化街道。调整后，花园街道辖安装、新苑、福苑3个社区和新叶、上洋、五坪、松园、花园、箬蓬、姜村、立新、上大门、下大门10个行政村，街道办事处驻地不变（花园村横街28号）。

## 行政区划
花园街道下辖以下村级行政区划单位：
新苑社区、福苑社区、安装社区、花园村、上大门村、下大门村、松园村、五坪村、上洋村、新叶村、箬蓬村、姜村和新桥村。

## 交通
- 沪昆铁路：衢州站